# Управление «С» Первого главного управления КГБ СССР
Управление «С» Первого главного управления КГБ СССР — подразделение КГБ СССР, выполнявшее функции нелегальной разведки. До июля 1954 года функции нелегальной разведки осуществлял 8-й отдел ПГУ КГБ СССР.

## Образование
28 июня 1922 года Коллегия Главного политического управления утвердила положение о так называемом закордонном отделении Иностранного отдела, занимавшегося внешней разведкой. Это было обосновано политической изоляцией СССР в мире: с большинством зарубежных стран не были установлены дипломатические отношения, поэтому там отсутствовали дипломаты и торговые представители. Получать информацию о планах и намерениях иностранных государств можно было только путём разведки с нелегальных позиций.

## Структура
В ПГУ КГБ СССР эти функции исполнял 8-й отдел, также известный как отдел «С». В июле 1954 г. 8-й отдел был преобразован в Управление «С». Считается, что название «С» было взято по первой букве фамилии своего основателя и руководителя Павла Анатольевича Судоплатова.
Начальник управления «С» в воинском звании генерал-майора был одновременно (по должности) заместителем начальника главка (ПГУ КГБ СССР). В августе — ноябре 1979 г. работу Управления продолжал курировать В. А. Кирпиченко, ставший 1-м заместителем начальника ПГУ.
Структура центрального аппарата «нелегальной» разведки КГБ СССР официально не опубликована. Однако из открытой печати известно, что к 1963 г. структура Управления «С» имела следующий вид:
- Руководство (начальник, заместители начальника, партком)
- 1-й отдел
- 2-й отдел (документация и легенды по региональным вопросам)
- 3-й отдел (подбор и подготовка нелегалов)
- 4-й отдел
- 5-й отдел (безопасность)
- 6-й отдел (Северная Африка, Средний Восток, Индостан)
- …-й отдел (Западная Европа)
- …-й отдел (Германия)

В 1969 г. был создан Отдел «Ф» (финансовая разведка, использование Торгово-промышленной палаты).
Приказом КГБ № 0046 от 12 апреля 1976 г. была объявлена новая структура, в состав управления вошел Отдел «В» ПГУ КГБ (прямые действия — диверсии, саботаж):
- Руководство (начальник, заместители начальника, партком)
- 1-й отдел (нелегалы центра) — c 1979 по 1991 руководил отделом Владимир Иосифович Лохов.
- 2-й отдел (документация и легенды по региональным вопросам)
- 3-й отдел (подбор и подготовка нелегалов)
- 4-й отдел (Северная и Южная Америка)
- 5-й отдел (Западная Европа и страны Британского содружества)
- 6-й отдел (Дальний Восток)
- 7-й отдел (Северная Африка, Средний Восток, Индостан)
- 8-й отдел (прямые действия)
- 9-й отдел (безопасность)
- 10-й отдел (работа на советской территории)
- Отдел «Ф» (финансовая разведка, использование Торгово-промышленной палаты)
- 1-е отделение (языковое)
- 2-е отделение
- 3-е отделение (оперативно-хозяйственное)

В 1982 г. были созданы 11-й (стратегическая связь) и 12-й отделы.
Географически управление «С» ПГУ КГБ СССР располагалось на территории штаб-квартиры ПГУ в Ясенево (в многоэтажном корпусе, видимом издалека). Однако оно имело многочисленные другие объекты, которые остаются секретными для широкой публики.
В структуру управления «С» ПГУ КГБ СССР (её восьмого отдела) входили оперативный отряд «Вымпел» (перешедший позднее в подчинение МВД и ФСБ) и отдельный специальный учебный центр в Балашихе.

## Руководство

### Начальники
- Александр Михайлович Коротков (1946—1950)
- Арсений Васильевич Тишков (1950—1951)
- Александр Михайлович Коротков (1951—1953)

С января 1953 г. по 13 марта 1954 г. управления «С» не существовало. В июле 1954 года 8-й отдел преобразован в управление «С».
- Александр Михайлович Коротков (1954—1956)
- Алексей Алексеевич Крохин (1956—1958)
- Виталий Григорьевич Павлов (1958—1961)[2]
- Михаил Степанович Цымбал (1961—1966)
- Анатолий Иванович Лазарев (1966—1974)
- Вадим Алексеевич Кирпиченко (1974—1979)
- Юрий Иванович Дроздов (1979—1991)
- Юрий Иванович Журавлёв (с июня 1991 г.)

### Заместители начальника
- Павлов Виталий Григорьевич (июль 1954—1958 г.)[2]
- Горшков Николай Михайлович (1954 г.)[3]
- Агамалов Рубен Амбарцумович, полковник
- Соколов Георгий Александрович
- Барышников Владимир Яковлевич (июнь 1958 — январь 1961 г.), генерал-майор[4][5]
- Корзников Николай Алексеевич (сентябрь 1967—1982 г.), полковник
- Стацкевич Николай Викторович
- Борзов Геннадий Федорович (1968 г.)
- Красовский Владимир Григорьевич (70-е гг.)
- Юрий Иванович Дроздов (1970—1975 г.)
- Юзбашян Мариус Арамович (1972—1978 г.), полковник
- Лукьянов П. Н. (на 1976 г.)
- Ефимов Николай Вячеславович (1981—1984 г.)
- Журавлёв Юрий Иванович (на 1990 г.)

## Территориальные органы «нелегальной» разведки КГБ СССР
До выделения в октябре 1991 года внешней разведки из структуры КГБ СССР нелегальной разведкой с территории СССР занимались отделы или отделения линии «Л» первых (разведывательных) управлений или отделов в составе территориальных органов госбезопасности.
Они взаимодействовали с отделами центрального аппарата — управления «С» ПГУ КГБ СССР.

## Загранорганы «нелегальной» разведки КГБ СССР

### Линия «Н» в «легальных» резидентурах КГБ за рубежом
В так называемых «легальных» резидентурах КГБ СССР, действующих под прикрытием («крышей») официальных советских заграничных учреждений (посольств, консульств, торговых представительств, представительств СССР в международных организациях и т. п.), «нелегальной» разведкой занималась линия «Н» и работающие в ней оперативные сотрудники — «подкрышники». Начальник линии «Н» являлся заместителем резидента.

### Линия «Н» в официальных загранпредставительствах КГБ СССР
В официальных представительствах КГБ СССР в соцстранах также существовала линия «Н».
Например, в составе линии «Н» представительства КГБ СССР в ГДР начинал свой путь разведчика генерал-майор Юрий Иванович Дроздов

### «Нелегальные» резидентуры КГБ за рубежом
«Нелегальные» резидентуры являются автономными структурными единицами, действующими под глубокими прикрытиями и не имеющими никакой видимой связи с официальными загранучреждениями.
Нелегалами назывались кадровые сотрудники органов госбезопасности, действовавшие за границей под чужими документами и личностью без связи с советскими учреждениями и без дипломатической неприкосновенности. Подготовка нелегала к выводу за границу могла занимать до нескольких лет. Вывод производился с санкции Председателя КГБ. Во многих случаях нелегалами являлись супружеские пары, известен случай (супруги М. И. и А. Ф. Филоненко) когда вместе с ними выводились и их дети.

## Работа советских нелегальных резидентур
В настоящее время известны разведчики-нелегалы, действовавшие за рубежом до 60-х годов. Более поздняя информация в основном остается секретной.

### США
Резиденты:
- Рудольф Абель («Марк», наст. имя Вильям Генрихович Фишер, 1954—1957).

Сотрудники резидентуры:
- Рейно Хейханен («Вик»).

Вашингтон
Резиденты:
- Соломатин Борис Александрович (1965—1968)

Нью-Йорк
Резиденты:
- Соломатин Борис Александрович (1971—1975)
- Юрий Иванович Дроздов (август 1975 — октябрь 1979)

### Канада
Резиденты в Оттаве:
- Павлов Виталий Григорьевич (июль 1942—1946 г.)[2]

### Южная Америка
Резидент:
- Григулевич, Иосиф Ромуальдович (июнь 1941 года — октябрь 1944 года)

Аргентина
Резиденты:
- Андраш Тёмпе (март 1954–март 1959 г.), генерал-майор полиции ВНР

Сотрудники резидентуры:
- Эллит Тёмпе (супруга А.Тёмпе)

Бразилия
Резиденты:
- Филоненко Михаил Иванович («Фирин», январь 1955 — июль 1960 г.)

Сотрудники резидентуры:
- Филоненко Анна Федоровна (супруга М. И. Филоненко)

### Великобритания
Резидентура создана в октябре 1954 г.
Резиденты:
- Молодый Конон Трофимович («Бен», он же Гордон Лонсдейл; октябрь 1955 — 8 января 1961 г.)

Сотрудники резидентуры:
- Морис Коэн, он же Питер Крогер, и Леонтина Коэн, она же Хелен Крогер («Дачники»)

Агенты:
- Гарри Хоутон («Шах») и Этель Джи[англ.] («Ася») — военно-морская база в Портленде (Центр разработки подводного вооружения британского Адмиралтейства[англ.]).

Все пятеро с марта 1960 года находились под наблюдением английской контрразведки и 8 января 1961 года были арестованы. Другие агенты остались нераскрытыми, информация о них не рассекречивалась.

### Италия
Резиденты в Риме:
- Горшков Николай Михайлович (1944—1950 г.)[3]
- Григулевич Иосиф Ромуальдович («Макс», он же Теодоро Б. Кастро, по совместительству чрезвычайный и полномочный посол Коста-Рики в Италии и Югославии; 1949—1953)[6]
- Федичкин Дмитрий Георгиевич (июль 1951 — февраль 1955)[источник не указан 1030 дней]
- Соломатин Борис Александрович (1975—? г.)[источник не указан 1030 дней]
- Акопян Ашот Абгарович («Евфрат», 1949—1959 г.)[1]

Сотрудники резидентуры:
- Субботин Александр Васильевич («Пик»)
- Акопян Кира Викторовна («Таня», жена А. А. Акопяна)

Агенты:
- «Демид», «Квестор», «Цензор» (МВД Италии)
- «Омар» (посольство США в Италии)

### Швейцария
Резиденты:
- Горшков Николай Михайлович (1954—1955 г.)[3]

### Австрия
Резиденты:
- Павлов Виталий Григорьевич (март 1966 — октябрь 1970 г.)[2]

### Китай
Резиденты:
- Дроздов Юрий Иванович (август 1964—1968 г.)[источник не указан 1030 дней]

### Япония
Резиденты:
- Хамзин Шамиль Абдуллазянович («Халеф», 1954—1966 г.)

Сотрудники резидентуры:
- Алимова Ирина Каримовна («Бир», по легенде — жена «Халефа»)

### Индия
Резиденты в Дели:
- Соломатин Борис Александрович (1960—1963 г.)[источник не указан 1030 дней]

### Алжир
Резиденты:
- Горшков Николай Михайлович (1943—1944 г.)[3]